# CA Barracas Central
A CA Barracas Central egy argentin labdarúgócsapat Barracas városában. A egyesületet 1904. április 5-én alapították. A klub jelenleg az első osztályban szerepel és a 4 400 néző befogadására alkalmas Estadio Claudio Chiqui Tapiában játssza hazai mérkőzéseit.
1920 óta több szezonban is szerepeltek már az első osztályban, utoljára 2021-ben jutottak fel a másodosztályból.

## Jelenlegi keret
2024. február 1. szerint.
| #  |     | Poszt | Név                                                          |
| -- | --- | ----- | ------------------------------------------------------------ |
| 1  | ARG | K     | Rafael Ferrario (kölcsönben a Huracán csapatától)            |
| 2  | ARG | V     | Nicolás Capraro (kölcsönben az Olimpo csapatától)            |
| 3  | ARG | V     | Nicolás Tolosa (kölcsönben az Argentinos Juniors csapatától) |
| 4  | ARG | V     | Pedro Velurtas (kölcsönben a Boca Juniors csapatától)        |
| 5  | ARG | KP    | Rodrigo Herrera (kölcsönben a Defensa y Justicia csapatától) |
| 6  | ARG | V     | Rodrigo Insúa                                                |
| 8  | ARG | KP    | Matías Laba                                                  |
| 9  | ARG | CS    | Alexis Domínguez                                             |
| 11 | ARG | CS    | Alan Cantero (kölcsönben a Godoy Cruz csapatától)            |
| 14 | ARG | V     | Gonzalo Goñi                                                 |
| 15 | ARG | V     | Nicolás Demartini                                            |
| 19 | ARG | V     | Carlos Arce                                                  |
| 20 | URU | CS    | Jhonatan Candia                                              |

| #  |     | Poszt | Név                                                         |
| -- | --- | ----- | ----------------------------------------------------------- |
| 21 | ARG | CS    | Lucas Brochero (kölcsönben a Boca Juniors csapatától)       |
| 22 | ARG | KP    | Bahiano Garcia (kölcsönben a Defensores Unidos csapatától)  |
| 24 | ARG | KP    | Manuel Duarte (kölcsönben a Defensa y Justicia csapatától)  |
| 25 | ARG | K     | Sebastián Moyano                                            |
| 26 | ARG | V     | Agustín Irazoque                                            |
| 27 | ARG | KP    | Marco Iacobellis                                            |
| 29 | ARG | CS    | Daniel Juárez (kölcsönben az Unión SF csapatától)           |
| 30 | ARG | K     | Marcelo Miño                                                |
| 32 | ARG | KP    | Santiago Coronel (kölcsönben a Vélez Sarsfield csapatától)  |
| 33 | ARG | KP    | Facundo Mater (kölcsönben az Argentinos Juniors csapatától) |
| 43 | ARG | CS    | Maximiliano Zalazar (kölcsönben a Boca Juniors csapatától)  |
| 48 | ARG | CS    | Federico Aguirre (kölcsönben a Boca Juniors csapatától)     |
| 79 | ARG | KP    | Maximiliano Puig                                            |

## Fordítás
Ez a szócikk részben vagy egészben  a   Barracas Central című angol Wikipédia-szócikk fordításán alapul.  Az eredeti cikk szerkesztőit annak laptörténete sorolja fel. Ez a jelzés csupán a megfogalmazás eredetét és a szerzői jogokat jelzi, nem szolgál a cikkben szereplő információk forrásmegjelöléseként.